# Khotju zamuzj
Khotju zamuzj (russisk: Хочу замуж) er en russisk spillefilm fra 2022 af Sonja Karpunina.

## Medvirkende
- Miloš Biković som Sergej Navasjin
- Kristina Asmus som Ljubov "Ljuba" Judina
- Sergej Gilev som Robert Morozov
- Marina Aleksandrova som Inga Raevskaja
- Julija Aug som Anna Judina
- Oleg Komarov
- Anastasija Ukolova som Margarita Klementieva
- Agnija Kuznetsova som Karina